# Grofje Bogenski
Grofje Bogenski so bili vzhodnobavarska plemiška družina. V 12. in do sredine 13. stoletja so bili ena najmočnejših plemiških družin na Bavarskem. Sedež rodbine Bogenskih je bil Bogenberg (grad Bogen) pri Straubingu. Takrat so se za oblast v bavarskem Podonavju potegovali s passavskimi škofi in grofi Ortenburškimi. Družina je leta 1242 izumrla in posest je pripadla bavarskim vojvodam. Ravno tako je njihov grb z belimi in modrimi rombi pripadel bavarskim vojvodam. T rombi so še danes vključeni v bavarski deželni grb.  

## Zgodovina
Grofje Bogenski so bili mlajša veja Babenberžanov s prednikom Adalbertom I. Breznačajnim iz Windberga, mlajšim sinom mejnega grofa Ernsta Avstrijskega in Adelajde Wettinske.  Adalbert I. je s poroko z Liutgardo Dießensko, hčerko grofa Friderika II. Dießenskega, kot dediščino pridobil območje okoli Windberga. Po tej poroki se je družina razdelila na dve liniji. Starejša linija, ki jo je mogoče izslediti nazaj do leta 1100 kot grofje Windberški, in mlajša linija, ki je imela advokatstvo nad stolnico v Regensburgu in se je imenovala »Advokati Regensburški«.
Bogenski gospodje so bili tesno povezani z Rimskokatoliško cerkvijo. Okoli leta 1100 je grof Friderik ustanovil benediktinski samostan Oberaltaich, po letu 1125 pa je grof Albert I. grad Windberg spremenil v premonstratski samostan in se odtakrat imenoval grof Bogenski. Bili so sodni izvršitelji cerkvenega premoženja v knezo-škofiji Bamberg in knezo-škofiji Passau, sodni izvršitelji Stare kapele v Regensburgu, Mallersdorfu, Niederaltaichu in samostana Pruüfening na vzhodnem Bavarskem.
Jedro tega, kar je pozneje postalo grofija Bogen, je bilo v jugovzhodnem Nordgauu.   Zaradi izumrtja grofov Formbach s smrtjo Ekberta III. Neuburškega leta 1158 so Bogenski pridobili grofovske pravice v Künziggauu. V tem času je bil Bavarski gozd ( Künisches Gebirge ) v lasti grofov Bogenskih in drugih plemiških družin ter  koloniziran in pokristjanjen z novimi naseljenci.
Glede na družbeni status so grofje Bogenski vzdrževali tesne odnose s plemiškimi družinami na Češkem, med katerimi je bila najpomembnejša družinska povezava s Přemyslidi. Leta 1094 se je vojvoda Břetislav II. poročil z Luitgardo, hčerko Ascuina II.. S poroko Alberta III. Bogenskega s štirinajstletno Ludmilo, hčerko češkega vojvode Friderika, je leta 1184 hribovje Künisches (»gozd Hwozd« v osrednjem češkem gozdu) z mestom Schüttenhofen pripadlo grofom Bogenskim kot njihova zakonska posest. Ta posest se je pozneje vrnila Češki.
Želja grofov Bogenskih po oblasti je razvidna iz gradnje gradu Hohenbogen na češki meji, ki se je začela leta 1190 in ni bila nikoli dokončana.
Leta 1192 je grof Albert III. Bogenski sprožil spor zaradi lastniških zahtevkov na vzhodnem Bavarskem. Z bavarskim vojvodo Ludvikom I. ter grofoma Rapotom II . Kraiburškim in Henrikom I. Ortenburškim se je boril za fevde škofije Bamberg ob Donavi in gradiščanstvo Regensburga, ki naj bi si ju neupravičeno prilastil. Nekdanje fevde Sulzbach ob Donavi so si delno prilastili Ortenburški grofje, ki so nanje gledali kot na materino dediščino. Albert III. Bogenski je nato na pomoč poklical češkega kralja, njegovega tasta in grofe Andeško - Meranske. Skupaj so premagali bavarskega vojvodo in ga potisnili nazaj v Mühlheim. Samo moč cesarja Henrika VI. je končala spopad v škodo Bogenskih. Albert III. je začasno prišel pod cesarsko izobčenje. Po smrti Alberta III. Njegova vdova Ludmila grofica Bogenska se je nato poročila z bavarskim vojvodo Ludvikom I.
Leta 1230 so grofje Bogenski poskušali ponovno razširiti svojo posest. Zasedli so zahodni del grofije Windberg, ki je zdaj pripadal škofiji Passau, in to območje uspešno zahtevali zase. Istega leta jih je s posestjo nagradil škof Gebhard I. Plainski. Pripadla jim je tudi grofija Deggendorf . Svoj pomen so lahko še razširili s svojimi številnimi odvetništvi, vendar so to morali braniti pred Ortenburškimi grofi leta 1198, 1212 in 1226.
S smrtjo Adalberta (Alberta) IV. Bogenskega leta 1242 je njegova posest v skladu z dedno pogodbo prešla na njegovega polbrata, Wittelsbacherja Otona II . Bavarskega, sina Ludmile in Ludvika I.

## Rodovnik grofov Bogenskih
NN   </br>
Luitpold, bavarski vojvoda
 Arnulf I., bavarski vojvoda
 Arnulf II. , bavarski vojvoda
 Bertold grof Scheyernski
 Babo Abensberški 
 Hartvik I. prednik grofov Bogenskih

1. Friderik I. († 1102), odvetnik Regensburški ⚭ Luitgarda, hči mejnega grofa Vohburga
2. Ascuin I. († 1098), Zidlarin iz rodbine Bogenskih
  1. Askuin II. (Aschwin) ⚭ Luitgarda Windberška
    1. Luitgarda okoli 1105/1106–1112; ⚭ 1094 Břetislav II. iz rodbine Přemyslidov, češki vojvoda, † 1100
      1. Bretislav

  2. Albert I. Bogenski, 1075, † 27. julij 1100; ⚭ Liutgard Diessenska Windberška
    1. Bertold I. Bogenski, grof 1086–1090, po 1125 opat Samostana St. Blasien  † okoli 1141; ⚭ Rikarda okoli 1100/1104–1110, † 8. oktober ali 11. april 1122
    2. Albert II. Bogenski, ustanovitelj samostana Windberg z ženo, † 13. januar 1146; ⚭ 1. NN, ⚭ 2. okoli 1123, Hedvika Windberška, vdova Hermanna grafa Windberškega-Ratelberg-Winzenburškega (Formbach), hči Popa I. Vovbrškega , mejnega grofa Kranjske, † 11. december 1162
      1. (1) Engelbert okoli 1100–1104/1110
      2. (2) Albert III., menih v St. Blasiena leta 1140, † 21. junij 1141
      3. (2) Hartvik Bogenski, 1146 grof Naternberški, † 6. april 1155/56; ⚭ Hedviga, † 23. avgusta 1156
      4. (2) Heilwig, redovnica v samostanu Geisenfeld, † 14. aprila 1170
      5. (2) Bertold II. Bogenski 1134/35, † 21. marec 1167; ⚭ 1. Matilda Formbaška, hči Ekberta II. Pittenskega, † 7. november 1160; ⚭ 2. Liutgarta okrog 1164, † 24. marec 1195, hči Gebharda iz Burghausna
        1. Hedviga, 1188, † 13. junija ??? , ⚭ Ekbert, 1180, grof Deggendorfski in Perneški, † 19. januar 1200
        2. Albert IV., okoli 1180 odvetnik Samostana Prüfening, okoli 1190 odvetnik Samostana Oberalteich, 1186 iz križarske vojne, * 11. julij 1165, † 20. december 1197; ⚭ okrog 1184 Ludmila Češka, ustanoviteljica Samostana Seligenthal (Landshut), hči češkega vojvode Friderika, ⚭ 2. poročena konec oktobra 1204 z Ludvikom Kelheimerjem
          1. Bertold IV., 1201 grof in odvetnik Samostana Oberaltaich, † 1218, umrl na križarski vojni blizu Damiette; ⚭ Kunigunda Hirschberška, hči Gebharda II. grof Dollensteinskega, ⚭ 2. poročena s Konradom grofom Wasserburškim, † 28. januarja 1259 sežgana kot jetnica hiše gobavcev v Offenbergu (Štajerska).
          2. Albert V., 1202 grof Bogenski, 1217 se vrne s križarske vojne, odvetnik Samostana Oberaltaich, 1233 odvetnik Samostana Windberg, † 15. januar 1242 - izumrtje rodbine; ⚭ Rihica Dillingenska,† 20. junija ??? , hči grofa Adalberta III. Dillingenskega
          3. Luitpold, 1209 grof Bogenski, duhovnik in prošt Stare Kapele, † 10. maj 1221

Ko so grofje Bogenski izumrli, je njihova posest leta 1242 pripadla Wittelsbachom.